# Jan Barylski
Jan Barylski, ps. dziennikarski – „Bolesław Golcz”, „Acer” (ur. 29 lipca 1890 w Radomsku, zm. 27 maja 1946 w Warszawie) – polski dziennikarz i literat.

## Życiorys
Ukończył w 1908 gimnazjum w Częstochowie i wyjechał do Liège, gdzie studiował prawo i handel. W 1917 przyjechał do Sosnowca i rozpoczął pracę w „Kurierze Zagłębia”, pod koniec tego samego roku wrócił do Częstochowy zatrudnił się w „Gońcu Częstochowskim”. Pod pseudonimem „Acer” publikował satyryczne felietony w ramach cyklu „Przez zakopcone okulary”. Był członkiem Stronnictwa Narodowego, czego wyraz dawał w krytyce panujących w Częstochowie małomiasteczkowych klimatów. Duże zainteresowanie jego twórczością spowodowało, że już w 1921 został współwydawcą tygodnika „Satyr Częstochowski”. Od 1926 gazeta zmieniła nazwę na „Wspólna Krytyka”. W 1928 rozpoczął działalność literacką, spod jego pióra wyszły liczne i wówczas modne utwory komediowe. W tym okresie został współorganizatorem „Grupy Literackiej Lit-Ars” i wydawanego przez nią „Czasopisma Literackiego”. Rozwijająca się kariera dziennikarska spowodowała, że w 1934 Barylski przeniósł się do Warszawy. Po powstaniu warszawskim znalazł się w obozie jenieckim. W 1945 wrócił do Warszawy, gdzie rok później zmarł. Został pochowany na cmentarzu Bródnowskim (kw. 39L-6-11).

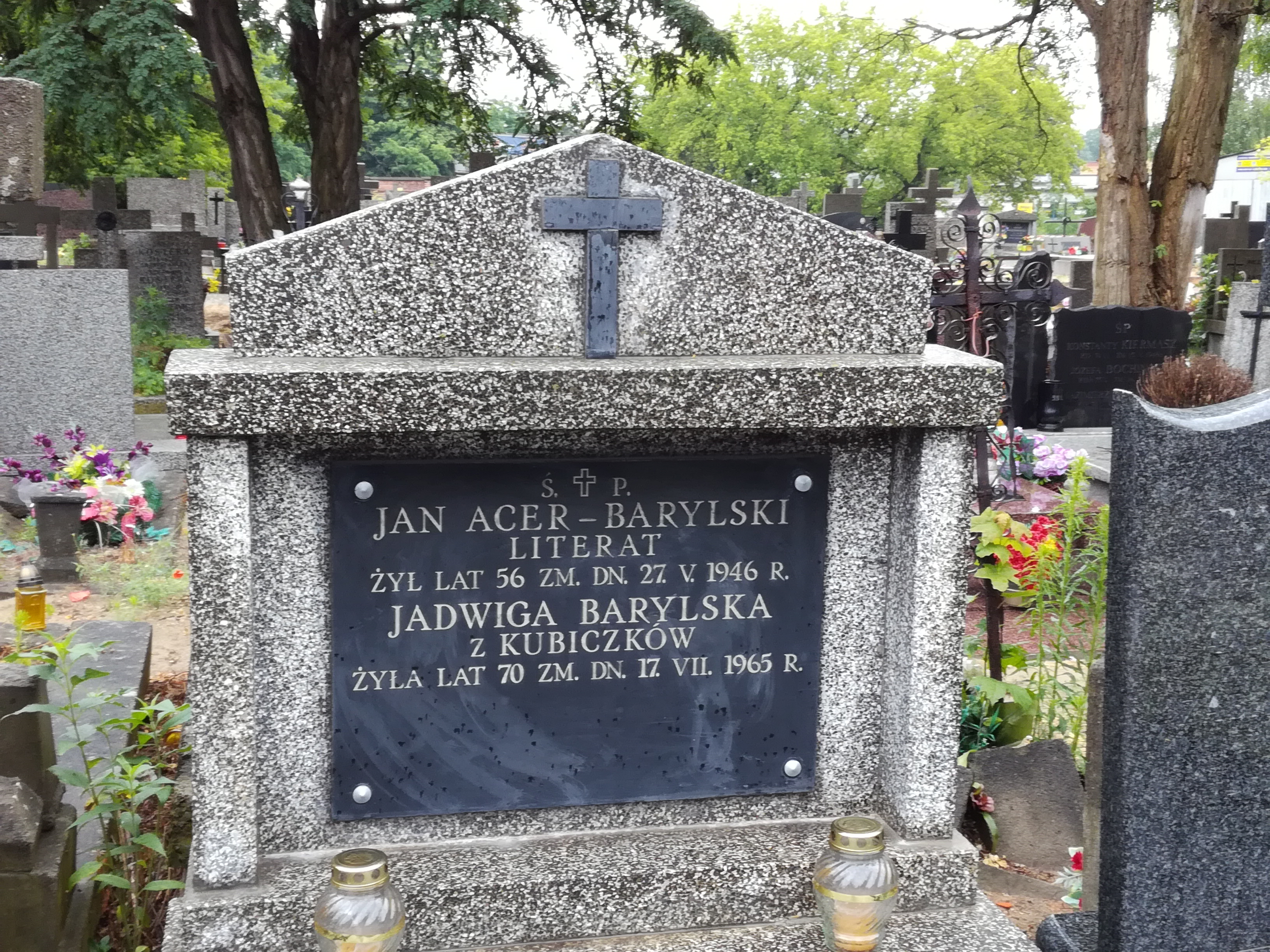
Grób Jana Barylskiego na cmentarzu Bródnowskim

## Wybrana twórczość
- Miłość XX wieku (1928)
- Rewolucja w Pikutowie (1929)
- Fatalna wizyta (1930)
- Z teki humorysty (1931)
- Wesoła Muza (1931)
- Lekkie utwory humorystyczne (1931)